# Anthophora dorsalis
Anthophora dorsalis är en biart som beskrevs av Joseph Vachal 1909. Anthophora dorsalis ingår i släktet pälsbin, och familjen långtungebin. Inga underarter finns listade i Catalogue of Life.